# 1090 Суміда
1090 Суміда (1090 Sumida) — астероїд головного поясу, відкритий 20 лютого 1928 року.
Тіссеранів параметр щодо Юпітера — 3,427.
Названо на честь річки Суміда (яп. すみだ(隅田) суміда).